# Großer Solstein
Der Große Solstein ist ein 2541 m ü. A. hoher Berg an der Westecke der Nordkette im Karwendel bei Zirl in Tirol. Der Gipfel ist über drei verschiedene Routen entweder vom Solsteinhaus oder von der Neuen Magdeburger Hütte als unschwierige, aber Kondition erfordernde Bergtour erreichbar. Der Übergang zum höheren Kleinen Solstein (2637 m ü. A.), dem höchsten Gipfel der Nordkette, ist in dessen Artikel genauer beschrieben.